# Dualraum
Im mathematischen Teilgebiet der linearen Algebra ist der (algebraische) Dualraum eines Vektorraums {\displaystyle V} über einem Körper {\displaystyle K} der Vektorraum aller linearen Abbildungen von {\displaystyle V} nach {\displaystyle K}. Diese linearen Abbildungen werden manchmal auch Kovektoren genannt.
Ist der Vektorraum {\displaystyle V} endlichdimensional, so hat er dieselbe Dimension wie sein Dualraum. Die beiden Vektorräume sind somit isomorph.
In der Funktionalanalysis betrachtet man den topologischen Dualraum eines (im Allgemeinen unendlichdimensionalen) topologischen Vektorraums. Dieser besteht aus allen stetigen linearen Funktionalen. Der Dualraum eines Dualraums heißt Bidualraum.

## Algebraischer Dualraum

### Definition und Begriffsbildung
Zu einem Vektorraum {\displaystyle V} über einem Körper  {\displaystyle K} bezeichnet {\displaystyle V^{*}} den zu {\displaystyle V} gehörigen Dualraum, das heißt die Menge aller linearen Abbildungen von {\displaystyle V} nach {\displaystyle K}. Seine Elemente werden je nach Kontext auch Funktionale, Linearformen oder auch 1-Formen genannt. Insbesondere in der Physik verwendet man gerne die Sprache der Tensoralgebra; dann heißen die Elemente von  {\displaystyle V} kontravariante, die von  {\displaystyle V^{*}} kovariante Vektoren oder auch Kovektoren.
Die Abbildung {\displaystyle V\times V^{*}\to K,\ (x,f)\mapsto \langle x,f\rangle :=f(x)} ist eine nicht ausgeartete Bilinearform und heißt duale Paarung.

### Dualraum als Vektorraum
Durch die nachfolgende Definition der Addition und der Skalarmultiplikation von {\displaystyle K} auf  {\displaystyle V^{*}} ist {\displaystyle V^{*}} selbst ein Vektorraum über dem Körper  {\displaystyle K}.
Hierzu wird die vektorielle Addition
{\displaystyle +\colon V^{*}\times V^{*}\rightarrow V^{*}} durch {\displaystyle \left(f+g\right)(x):=f(x)+g(x)} für alle {\displaystyle x\in V,f,g\in V^{*}}
und die skalare Multiplikation
{\displaystyle \cdot \colon K\times V^{*}\rightarrow V^{*}} durch {\displaystyle (\alpha f)\left(x\right):=\alpha f(x)} für alle {\displaystyle x\in V,f\in V^{*},\,\alpha \in K}
definiert.

### Basis des Dualraums
Ist {\displaystyle V} ein {\displaystyle n}-dimensionaler Vektorraum, so ist auch {\displaystyle V^{*}} {\displaystyle n}-dimensional. Es gilt also {\displaystyle \dim _{K}V^{*}=\dim _{K}V=n}.
Sei {\displaystyle X=\left\{x_{i}\right\}_{i=1,2,\dotsc ,n}} eine Basis von {\displaystyle V}, dann heißt {\displaystyle X^{*}=\left\{x_{i}^{*}\right\}_{i=1,2,\dotsc ,n}} mit
| {\displaystyle x_{i}^{*}:} | {\displaystyle V\,\rightarrow \,K} | {\displaystyle \,} | {\displaystyle \,} linear und                                                                |
|                            | {\displaystyle x_{i}^{*}(x_{j})\,} | {\displaystyle =}  | {\displaystyle {\begin{cases}1,&{\text{falls}}\;i=j\\0,&{\text{falls}}\;j\neq i\end{cases}}} |

die duale Basis zur Basis {\displaystyle X} und ist eine Basis des Dualraumes {\displaystyle V^{*}}. Mit Hilfe der dualen Paarung lässt sich die Wirkung dualer Basisvektoren {\displaystyle x_{i}^{*}\in V^{*}} auf Basisvektoren {\displaystyle x_{j}\in V} übersichtlich mit dem Kronecker-Delta schreiben:
{\displaystyle \langle x_{j},x_{i}^{*}\rangle =\delta _{ij}}.
Indem man jede Linearform {\displaystyle f} des algebraischen Dualraums mit ihrem Kern, also der Lösungsmenge der homogenen linearen Gleichung {\displaystyle f(x)=0} identifiziert, kommt man in der Projektiven Geometrie zu einer Dualität zwischen Punkten und Hyperebenen des projektiven Raumes. Diese Dualität wird im Artikel „Projektives Koordinatensystem“ dargestellt.
Ist {\displaystyle V} hingegen ein unendlichdimensionaler Vektorraum, so lässt sich auf diese Art und Weise im Allgemeinen keine duale Basis konstruieren. Sei nämlich {\displaystyle (x_{i})_{i\in I}} eine Basis des unendlichdimensionalen Vektorraums {\displaystyle V}. Dann kann man die lineare Abbildung {\displaystyle f\colon V\to K,f(x_{i})=1\,\forall i\in I} betrachten. Diese ist ein Element des Dualraums {\displaystyle V^{*}}, jedoch lässt sie sich nicht als endliche Linearkombination der  {\displaystyle x_{i}^{*}} darstellen. Daher bilden die {\displaystyle x_{i}^{*}} kein Erzeugendensystem von {\displaystyle V^{*}}.

### Duale Abbildung
Ist {\displaystyle F\colon V\to W} eine lineare Abbildung zwischen {\displaystyle K}-Vektorräumen {\displaystyle V} und {\displaystyle W}, dann ist durch
{\displaystyle F^{\ast }\colon W^{\ast }\to V^{\ast },\quad f\mapsto F^{\ast }(f)=f\circ F}
eine lineare Abbildung zwischen den Dualräumen {\displaystyle W^{\ast }} und {\displaystyle V^{\ast }} gegeben. Sie wird die zu {\displaystyle F} duale Abbildung genannt.
Sind {\displaystyle F,G\colon V\to W} {\displaystyle K}-lineare Abbildungen, so gilt
{\displaystyle (F+G)^{\ast }=F^{\ast }+G^{\ast }}
sowie für alle {\displaystyle \alpha \in K}
{\displaystyle (\alpha F)^{\ast }=\alpha \cdot F^{\ast }}.
Durch die Zuordnung {\displaystyle F\mapsto F^{\ast }} ist also eine {\displaystyle K}-lineare Abbildung {\displaystyle \operatorname {Hom} (V,W)\to \operatorname {Hom} (W^{\ast },V^{\ast })} gegeben.
Wenn {\displaystyle F} eine injektive lineare Abbildung ist, dann ist die duale Abbildung {\displaystyle F^{\ast }} surjektiv. Ist dagegen {\displaystyle F} surjektiv, dann ist {\displaystyle F^{\ast }} injektiv.
Ist {\displaystyle U} ein weiterer {\displaystyle K}-Vektorraum und sind {\displaystyle F\colon U\to V} und {\displaystyle G\colon V\to W} linear, dann gilt
{\displaystyle (G\circ F)^{\ast }=F^{\ast }\circ G^{\ast }}.

### Bidualraum
Der Dualraum {\displaystyle {(V^{\ast })}^{\ast }} des Dualraums {\displaystyle V^{\ast }} eines {\displaystyle K}-Vektorraums {\displaystyle V} wird Bidualraum genannt und mit {\displaystyle {V^{\ast }}^{\ast }} bezeichnet. Die Elemente von {\displaystyle {V^{\ast }}^{\ast }} sind also lineare Abbildungen, die den Funktionalen {\displaystyle f\in V^{\ast }} Skalare aus {\displaystyle K} zuordnen. Für jedes {\displaystyle v\in V} ist die Abbildung {\displaystyle \Phi _{v}}, die jedem {\displaystyle f\in V^{\ast }} den Skalar {\displaystyle f(v)} zuordnet, eine solche Abbildung, das heißt, es gilt {\displaystyle \Phi _{v}\in {V^{\ast }}^{\ast }}.
Die Abbildung
{\displaystyle \Phi \colon V\to {V^{\ast }}^{\ast },v\mapsto \Phi _{v}} mit {\displaystyle \Phi _{v}(f)=f(v)}
ist linear und injektiv. Daher kann {\displaystyle V} stets mit einem Unterraum von {\displaystyle {V^{\ast }}^{\ast }} identifiziert werden. Man nennt {\displaystyle \Phi } die natürliche oder kanonische Einbettung des Raums in seinen Bidualraum.
Ist {\displaystyle V} endlichdimensional, so gilt {\displaystyle \dim _{K}V=\dim _{K}V^{\ast }=\dim _{K}{V^{\ast }}^{\ast }}. In diesem Fall ist {\displaystyle \Phi } sogar bijektiv und wird kanonischer Isomorphismus zwischen {\displaystyle V} und {\displaystyle {V^{\ast }}^{\ast }} genannt.

## Topologischer Dualraum
Falls der zugrundeliegende Vektorraum {\displaystyle V} ein topologischer Vektorraum ist, kann man zusätzlich zum algebraischen auch den topologischen Dualraum betrachten. Dieser ist die Menge aller stetigen linearen Funktionale und wird in der Regel mit {\displaystyle V\,'} bezeichnet. Die Unterscheidung zwischen algebraischem und topologischem Dualraum ist nur dann wichtig, wenn {\displaystyle V} ein unendlichdimensionaler Raum ist, da alle linearen Operatoren, die auf einem endlichdimensionalen topologischen Vektorraum definiert sind, auch stetig sind. Somit sind in diesem Falle der algebraische und der topologische Dualraum identisch. Wenn im Zusammenhang mit topologischen Vektorräumen von einem Dualraum die Rede ist, ist meistens der topologische Dualraum gemeint. Das Studium dieser Dualräume ist eines der Hauptgebiete der Funktionalanalysis.

### Topologischer Dualraum eines normierten Raums
Die in der Funktionalanalysis betrachteten Räume tragen häufig eine Topologie, die durch eine Norm induziert wird. In diesem Fall ist auch der topologische Dualraum ein normierter Vektorraum mit der Operatornorm {\displaystyle \|f\|=\sup _{\|x\|\leq 1}|f(x)|}.
Da der zugrundeliegende Körper eines normierten Raums entweder der Körper der reellen oder komplexen Zahlen und damit vollständig ist, ist der Dualraum {\displaystyle V\,'=L(V,K)} ebenfalls vollständig, also ein Banachraum, unabhängig davon, ob {\displaystyle V} selbst vollständig ist.
Besonders einfach ist der (topologische) Dualraum, falls {\displaystyle V} ein Hilbertraum ist. Nach einem Satz, den M. Fréchet 1907 für separable und F. Riesz 1934 für allgemeine Hilberträume bewiesen hat, sind ein reeller Hilbertraum und sein Dualraum isometrisch isomorph zueinander, siehe Satz von Fréchet-Riesz. Die Vertauschbarkeit von Raum und Dualraum kommt besonders deutlich in der Bra-Ket-Schreibweise von Dirac zum Ausdruck.
Diese wird besonders in der Quantenmechanik verwendet, denn die quantenmechanischen Zustände werden durch Vektoren in einem Hilbertraum modelliert.
Da jeder endlichdimensionale Vektorraum über den reellen oder komplexen Zahlen isomorph zu einem Hilbertraum ist, sind endlichdimensionale Räume stets zu sich selbst dual.

### Starker Dualraum eines lokalkonvexen Raums
Ist {\displaystyle E} ein lokalkonvexer Raum, so bezeichnet {\displaystyle E'} wie im Falle der normierten Räume den Raum der stetigen linearen Funktionale.
Die Auszeichnung einer geeigneten Topologie auf dem Dualraum ist aufwändiger.
Folgende Definition ist so angelegt, dass sich im Spezialfall des normierten Raums die oben beschriebene Normtopologie auf dem Dualraum ergibt:
Ist {\displaystyle B\subset E} beschränkt, so definiert {\displaystyle p_{B}(f):=\sup\{\,|f(x)|\colon x\in B\,\}} eine Halbnorm auf {\displaystyle E'}.
Die Menge der Halbnormen {\displaystyle p_{B}}, wobei {\displaystyle B} die beschränkten Mengen von {\displaystyle E} durchläuft, definiert die sogenannte starke Topologie auf {\displaystyle E'}. Man nennt {\displaystyle E'} mit der starken Topologie den starken Dualraum und bezeichnet ihn manchmal genauer mit {\displaystyle E_{\text{b}}'}, wobei das tiefgestellte b für beschränkt (engl. bounded, frz. borné) steht.
Die schwach-*-Topologie ist ebenfalls eine häufig betrachtete Topologie auf {\displaystyle E'}, diese fällt aber im Falle unendlichdimensionaler normierter Räume nicht mit der oben beschriebenen Normtopologie auf dem Dualraum zusammen.
In der Theorie der lokalkonvexen Räume ist daher mit Dualraum in der Regel der starke Dualraum gemeint.

### Bidualraum
Da der Dualraum {\displaystyle V'} eines normierten Raums nach obigem ein Banachraum ist, kann man den Dualraum des Dualraums, den sogenannten Bidualraum {\displaystyle V''} betrachten. Hier ist interessant, dass es eine kanonische Einbettung von {\displaystyle V} in {\displaystyle V''} gibt, die durch {\displaystyle v\mapsto \left(\left(f\colon V\rightarrow K\right)\mapsto f\left(v\right)\right)} gegeben ist. (Das heißt: jedes Element des ursprünglichen Raumes {\displaystyle V} ist auf natürliche Weise auch ein Element des Bidualraums). Wenn sich jedes Element des Bidualraums durch ein Element aus {\displaystyle V} darstellen lässt, genauer wenn die kanonische Einbettung ein Isomorphismus ist, dann heißt der Banachraum reflexiv. Reflexive Räume sind einfacher zu handhaben als nicht reflexive, sie sind in gewisser Weise den Hilberträumen am ähnlichsten. Im nicht-reflexiven Fall ist die kanonische Einbettung {\displaystyle V\to V''} zwar nicht mehr surjektiv aber immer noch isometrisch, und man schreibt üblicherweise {\displaystyle V\subset V''}. Demnach ist jeder normierte Raum in einem Banachraum enthalten; der Übergang von {\displaystyle V} zum topologischen Abschluss in {\displaystyle V''} ist eine Möglichkeit, die Vervollständigung eines normierten Raumes zu bilden.
Ein Beispiel für einen nicht-reflexiven Raum ist der Folgenraum {\displaystyle c_{0}} aller Nullfolgen mit der Maximumsnorm. Der Bidualraum kann in natürlicher Weise mit dem Folgenraum {\displaystyle \ell ^{\infty }} der beschränkten Folgen mit der Supremumsnorm identifiziert werden.
Es gibt nicht-reflexive Banachräume, bei denen die kanonische Einbettung also kein Isomorphismus ist, es aber einen anderen Isomorphismus zwischen Raum und Bidualraum gibt. Ein Beispiel dafür ist der sogenannte James-Raum, nach Robert C. James.

### Beispiele
In der folgenden Aufstellung wird zu einem Banachraum {\displaystyle V} der ersten Spalte ein weiterer Banachraum {\displaystyle W} in der zweiten Spalte angegeben, der im Sinne der in der dritten Spalte angegebenen Dualität isometrisch isomorph zum Dualraum von {\displaystyle V} ist. Genauer bedeutet dies: Jedes Element aus {\displaystyle W} definiert durch die Formel der Dualität ein stetiges lineares Funktional auf {\displaystyle V}. Dadurch erhält man eine Abbildung {\displaystyle W\to V'}, und diese ist linear, bijektiv und isometrisch.
| Banachraum | Dualraum | Duale Paarung                                                                                     | Bemerkung |
| --- | --- | ------------------------------------------------------------------------------------------------- | --- |
| {\displaystyle c_{0}} = Raum der Nullfolgen mit der Supremumsnorm | {\displaystyle \ell ^{1}} = Raum der absolut summierbaren Folgen mit der Norm {\displaystyle \\|\cdot \\|_{1}}                                   | {\displaystyle \langle (a_{n})_{n},(b_{n})_{n}\rangle =\sum _{n}a_{n}b_{n}}                       | siehe Folgenraum |
| {\displaystyle c} = Raum der konvergenten Folgen mit der Supremumsnorm                                                                                                 | {\displaystyle \ell ^{1}} = Raum der absolut summierbaren Folgen mit der Norm {\displaystyle \\|\cdot \\|_{1}}                                   | {\displaystyle \langle (a_{n})_{n},(b_{n})_{n}\rangle =\sum _{n}a_{n}b_{n+1}+b_{1}\lim _{n}a_{n}} | |
| {\displaystyle \ell ^{1}} = Raum der absolut summierbaren Folgen mit der Norm {\displaystyle \\|\cdot \\|_{1}}                                                         | {\displaystyle \ell ^{\infty }} = Raum der beschränkten Folgen mit der Supremumsnorm {\displaystyle \\|\cdot \\|_{\infty }}                      | {\displaystyle \langle (a_{n})_{n},(b_{n})_{n}\rangle =\sum _{n}a_{n}b_{n}}                       | |
| {\displaystyle \ell ^{p}} = Raum der in p-ter Potenz absolut summierbaren Folgen mit der Norm {\displaystyle \\|\cdot \\|_{p}}                                         | {\displaystyle \ell ^{q}} = Raum der in q-ter Potenz absolut summierbaren Folgen mit der Norm {\displaystyle \\|\cdot \\|_{q}}                   | {\displaystyle \langle (a_{n})_{n},(b_{n})_{n}\rangle =\sum _{n}a_{n}b_{n}}                       | {\displaystyle 1<p,q<\infty ,\,\,{\frac {1}{p}}+{\frac {1}{q}}=1}                                                                 |
| {\displaystyle K(H)} = Raum der kompakten Operatoren auf dem Hilbertraum {\displaystyle H}                                                                             | {\displaystyle N(H)} = Raum der nuklearen Operatoren auf dem Hilbertraum {\displaystyle H}                                                       | {\displaystyle \langle A,B\rangle =Sp(AB)}                                                        | siehe nuklearer Operator |
| {\displaystyle N(H)} = Raum der nuklearen Operatoren auf dem Hilbertraum {\displaystyle H}                                                                             | {\displaystyle B(H)} = Raum der beschränkten Operatoren auf dem Hilbertraum {\displaystyle H}                                                    | {\displaystyle \langle A,B\rangle =Sp(AB)}                                                        | siehe nuklearer Operator |
| {\displaystyle N(E)} = Raum der nuklearen Operatoren auf {\displaystyle E}                                                                                             | {\displaystyle B(E,E'')} = Raum der beschränkten Operatoren {\displaystyle E\to E''}                                                             | {\displaystyle \langle \sum _{n}f_{n}(\cdot )x_{n},B\rangle =\sum _{n}(B(x_{n}))(f_{n})}          | {\displaystyle E} Banachraum mit Approximationseigenschaft, siehe nuklearer Operator                                              |
| {\displaystyle {\mathcal {S}}_{p}(H)} = p-Schatten-Klasse auf dem separablen Hilbertraum {\displaystyle H}                                                             | {\displaystyle {\mathcal {S}}_{q}(H)} = q-Schatten-Klasse auf dem separablen Hilbertraum {\displaystyle H}                                       | {\displaystyle \langle A,B\rangle =Sp(AB)}                                                        | {\displaystyle 1<p,q<\infty ,\,\,{\frac {1}{p}}+{\frac {1}{q}}=1}                                                                 |
| {\displaystyle L^{p}(X,\mu )} = Raum der in p-ter Potenz integrablen Funktionen mit der Norm {\displaystyle \\|\cdot \\|_{p}}                                          | {\displaystyle L^{q}(X,\mu )} = Raum der in q-ter Potenz integrablen Funktionen mit der Norm {\displaystyle \\|\cdot \\|_{q}}                    | {\displaystyle \langle f,g\rangle =\int _{X}f(x)g(x)\,\mathrm {d} \mu (x)}                        | {\displaystyle (X,\mu )} Maßraum, {\displaystyle 1<p,q<\infty ,\,\,{\frac {1}{p}}+{\frac {1}{q}}=1}, siehe Dualität von Lp-Räumen |
| {\displaystyle L^{1}(X,\mu )} = Raum der integrablen Funktionen mit der Norm {\displaystyle \\|\cdot \\|_{1}}                                                          | {\displaystyle L^{\infty }(X,\mu )} = Raum der wesentlich beschränkten, messbaren Funktionen mit der Norm {\displaystyle \\|\cdot \\|_{\infty }} | {\displaystyle \langle f,g\rangle =\int _{X}f(x)g(x)\,\mathrm {d} \mu (x)}                        | {\displaystyle (X,\mu )} {\displaystyle \sigma }-endlicher Maßraum                                                                |
| {\displaystyle C_{0}(X,{\mathbb {K} })} = Raum der stetigen {\displaystyle {\mathbb {K} }}-wertigen Funktionen, die im Unendlichen verschwinden, mit der Supremumsnorm | {\displaystyle M_{r}(X,{\mathbb {K} })} = Raum der regulären signierten/komplexen Maße mit der totalen Variation als Norm                        | {\displaystyle \langle f,\mu \rangle =\int _{X}f(x)\,\mathrm {d} \mu (x)}                         | {\displaystyle X} lokalkompakter Hausdorffraum                                                                                    |